# David Nicolas
Pour les articles homonymes, voir Cousin.
David Nicolas, appelé aussi David Nicolas-Méry, né le 21 octobre 1973 à Avranches, est un historien français de l’architecture et maire d’Avranches, depuis 2014.

## Biographie

### Jeunesse et formation
David Nicolas est le fils d’un mécanicien agricole et d’une assistante maternelle, tous deux issus de la paysannerie de l’Avranchin. Après des études dans sa commune natale, à l’école primaire, puis au collège Challemel-Lacour (1984-1989) et au lycée Émile-Littré (1989-1992). Il poursuit ses études universitaires à partir de 1992, d’abord à Caen, à l'École régionale des beaux-arts de Caen, puis à Paris, en 2003, à l’Institut d’histoire des arts et d’archéologie où il obtient une maîtrise puis un D.E.A.

### Carrière professionnelle
De 1998 à 2012, il est chargé de la valorisation du patrimoine historique et culturel d’Avranches puis devient responsable scientifique du musée d'art et d'histoire de la ville après avoir obtenu le concours d’assistant qualifié de conservation du patrimoine en 2008. Il est recruté en tant qu’adjoint du conservateur au musée d’art et d’histoire de Granville à compter du 1er août 2012. Connu pour diverses publications de vulgarisation d’histoire, il est, avec François Saint-James, l’un des animateurs de la Société d'archéologie d'Avranches, Mortain et Granville.

### Carrière politique
Il s’engage en politique au printemps 2013 en animant un groupe de réflexion sur l’avenir d’Avranches qui donne naissance à l’association Avranches & Avranchin 2014-2020 dont il est élu président. Le 10 janvier 2014, il annonce sa candidature à l’élection municipale en tant que tête de la liste « Aimons Avranches ». Le 23 mars suivant, il remporte les élections municipales avec 53,59 % des voix, battant au premier tour le maire sortant Guénhaël Huet, par ailleurs député UMP. Il est élu maire le 28 mars par le nouveau conseil municipal. Le 7 janvier 2017, il est élu président de la communauté d'agglomération Mont-Saint-Michel-Normandie.
Le 2 octobre 2019, il annonce qu’il se représentera au poste de maire d’Avranches — Saint-Martin-des-Champs avec une liste intitulée « Aimons Avranches & Saint-Martin, commune nouvelle », composée de 22 habitants d’Avranches, et 13 de Saint-Martin-des-Champs.
Le 15 mars, il obtient 48,7 % des voix, devant Guénhaël Huet (28,2 %) et Antoine Delaunay (23 %). Après une période de confinement liée à la pandémie de COVID-19, le gouvernement annonce la tenue du second tour pour le 28 juin 2020. Antoine Delaunay décide de se retirer sans donner de consignes de vote. La presse parle alors « d’un Match retour » ou de « revanche » entre les deux protagonistes de 2014. Le jour de l’élection (28 juin 2020), David Nicolas est réélu maire de la commune nouvelle Avranches — Saint-Martin-des-Champs avec 59 % face à Guénhaël Huet (41 %).
Le 17 juillet, il se représente au poste de président de la communauté d'agglomération Mont Saint-Michel - Normandie face à Guénhael Huet et Catherine Brunaud-Rhyn. Il l'emporte au second tour avec 67 voix face à Catherine Brunaud-Rhyn (59 voix).

## Publications
- Avranches, capitale du pays du Mont-Saint-Michel, éd. Orep, 2011.
- Le Tour du Mont en 1 300 ans (avec François Saint-James), éd. Ouest-France, 2011.
- Découvrir Avranches, éd. Orep, 2013.
- Découvrir Saint-Pair-sur-Mer, éd. Orep, 2013.
- La Baie du Mont-Saint-Michel pendant la seconde guerre mondiale (avec Emmanuel Villain), autoédité, 2014.